# Enrique Tarrio
Enrique Tarrio (Miami, 1984) es un activista de extrema derecha estadounidense y líder de 2018 a 2021 de la organización ultraderechista Proud Boys. En 2020, fue candidato en la elección primaria Republicana para el distrito 27.º de Florida, pero luego se retiró. Tarrio es el director de la organización de base "Latinos por Trump" en el estado de Florida.
Junto con otros tres líderes de Proud Boys, Tarrio fue declarado culpable el 4 de mayo de 2023 de conspiración sediciosa por su papel en el asalto al Capitolio de los Estados Unidos de 2021 y el 5 de septiembre de 2023 fue sentenciado a 22 años de prisión por su papel en el ataque. El 22 de enero de 2025 fue liberado de la cárcel donde cumplía condena, tras ser indultado por el presidente de los Estados Unidos Donald J. Trump.

## Biografía
Tarrio creció en la Pequeña Habana, un barrio popular de Miami, Florida. Él se identifica como afrocubano.
En 2004, a la edad de 20 años, Tarrio fue condenado por robo y sentenciado a tres años de servicio comunitario con libertad condicional y obligado a pagar una restitución. En 2013, fue condenado a 30 meses de prisión (de los cuales cumplió 16) por la reventa de equipos médicos robados.
Según un reporte de Reuters de enero de 2021, entre el 2012 y el 2014 Tarrio habría sido un "prolífico" informante trabajando para agentes de la ley tanto locales como federales. El reporte afirma que Tarrio ayudó con la captura de más de doce individuos en casos relacionados con el narcotráfico, el juego ilegal y el tráfico de personas, trabajando repetidas veces como agente encubierto para colaborar con investigaciones. Tarrio, negó haber trabajado como agente encubierto o haber cooperado con capturas.

## Carrera

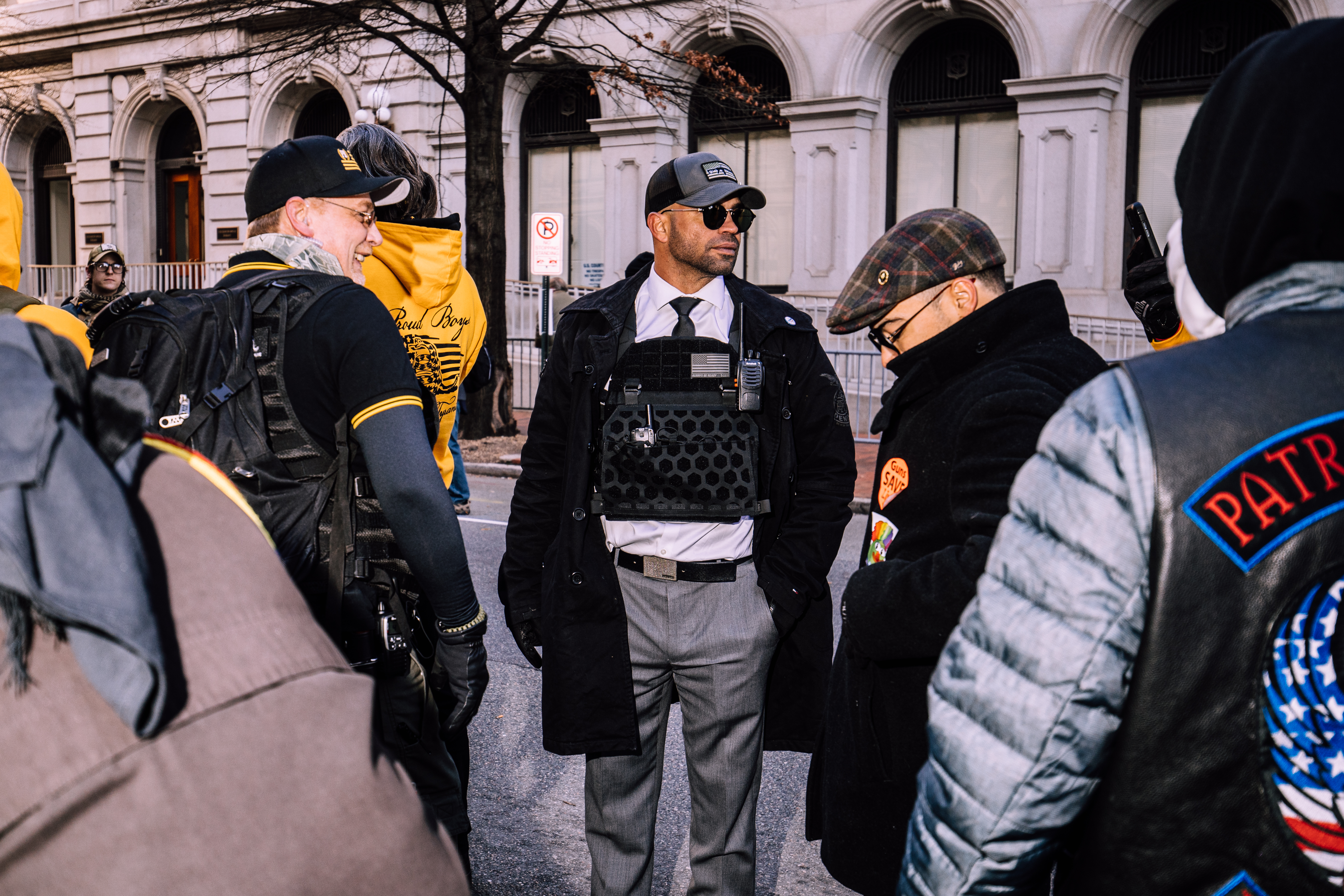
Enrique Tarrio y miembros de los Proud Boys en una manifestación en favor del derecho a poseer armas en Richmond.

Después del 2004, Tarrio se mudó a un pequeño pueblo del norte de Florida en donde estuvo a cargo de una granja avícola. Tiempo después volvió a Miami. También ha creado una empresa dedicada a la instalación de equipos de seguridad y otra proveedora de unidades de seguimiento GPS a compañías.
Tarrio es dueño de una tienda de camisetas y artículos de derecha conocida como la 1776 Shop. La revista estadounidense Slate describió la tienda como un "emporio digital de mercancía ultraderechista" que vende una variedad de artículos relacionados con los Proud Boys, incluyendo camisetas con la frase "Pinochet did nothing wrong" ('Pinochet no hizo nada malo').

## Proud Boys
Tarrio participó como voluntario en un evento organizado por el orador derechista Milo Yiannopoulos en mayo de 2017. Allí conoció a un miembro de los Proud Boys quien lo invitó a unirse al grupo. En agosto de 2017, participó en la manifestación Unite the Right ('Unamos la Derecha') en Charlottesville, Virginia. Tarrio declaró que su intención era protestar en contra de la retirada de las estatuas de confederados en el área.
Tarrio se convirtió en un miembro de cuarto grado de los Proud Boys, una distinción reservada para aquellos que participan en un altercado físico, luego de pegarle en la cara a un presunto miembro de Antifa en junio de 2018. El 29 de noviembre de 2018 reemplazó a Jason Lee Van Dyke como líder de la organización, quien había estado al frente de ésta durante solo dos días.
Tarrio ayudó a organizar la manifestación End Domestic Terrorism ('Acabemos con el Terrorismo Doméstico') en Portland, Oregón, el 17 de agosto de 2019. El evento se realizó como respuesta al ataque sufrido por el bloguero conservador Andy Ngo en junio de 2019.
El 12 de diciembre de 2020, Tarrio destruyó una pancarta en una iglesia negra relacionada con el movimiento Black Lives Matter durante un mitin en Miami. Debido a esto fue encarcelado y acusado de destrucción en propiedad privada. También fue acusado por posesión de "dos cargadores de armas de fuego de alta capacidad". Un día después de su arresto fue liberado.

### Arresto y juicio
Junto con otros tres líderes de Proud Boys, Tarrio fue declarado culpable el 4 de mayo de 2023 de conspiración sediciosa por su papel en el asalto al Capitolio de los Estados Unidos de 2021 y el 5 de septiembre de 2023 fue sentenciado a 22 años de prisión por su papel en el ataque, siendo la pena más larga. Tarrio se encontraba en un hotel en Baltimore a 70 kilómetros de los disturbios.
En enero de 2024, Tarrio fue encarcelado en la Prisión Federal de Manchester en Kentucky. Su puesta en libertad estaba prevista para el 25 de noviembre de 2040, aunque en enero de 2025 fue perdonado por el presidente de los Estados Unidos Donald J. Trump, y el día 22 de enero volvió a Miami.

## Posturas políticas
Con respecto a ideologías y grupos extremistas, Tarrio declaró: "Denuncio el supremacismo blanco. Denuncio el antisemitismo. Denuncio el racismo. Denuncio el fascismo. Denuncio el comunismo y cualquier otro -ismo que discrimine a las personas debido a su raza, religión, cultura o color de piel". Con respecto a su etnicidad, ha dicho: "Soy bastante moreno, soy cubano. No hay nada de supremacista blanco en mí".
En 2018, Twitter borró varias cuentas relacionadas con los Proud Boys, entre ellas la de Tarrio, a causa de que violaban las políticas en contra de grupos extremistas de la red social. Al siguiente año, Twitter detectó y removió otra cuenta creada por Tarrio.
Tarrio es un amigo cercano de Roger Stone. Luego de que Stone fuera arrestado en enero de 2019, Tarrio apareció afuera de la sala de juzgado con una camiseta que decía "Roger Stone did nothing wrong" ('Roger Stone no hizo nada malo').
En 2020, Tarrio se lanzó como candidato a la Cámara de Representantes para el distrito 27.° de Florida, pero se retiró poco antes de las primarias republicanas. En la encuesta de Ballotpedia con motivo de su candidatura, Tarrio propuso reformas a la justicia criminal, proteger la Segunda Enmienda, contrarrestar el terrorismo doméstico, finalizar la guerra contra las drogas, libertad de expresión en las plataformas digitales y reformas de inmigración como algunas de sus prioridades.